# Jaeden Martell
Jaeden Martell - nam diễn viên người Mỹ (sinh ngày 4 tháng 1 năm 2003) . Cậu được biết đến nhiều nhất qua vai diễn Bill Denbrough của bộ phim Chú hề ma quái năm 2017 được chuyển thể từ cuốn tiểu thuyết It của nhà văn Stephen King

## Đầu đời
Jadean Martell sinh ngày 4 tháng 1 năm 2003 tại Philadelphia, Pennsylvania và là con trai của Wes Lieberher, một đầu bếp nổi tiếng và Angela Teresa Martell. Bà ngoại của anh, Chisun Martell, là người Hàn Quốc. Anh sống ở Nam Philadelphia cho đến năm 8 tuổi và sau đó chuyển đến sống ở Los Angeles.

## Sự nghiệp
Trong 6 năm đầu tiên của sự nghiệp, Martell hầu như được ghi nhận dưới họ của mình là Lieberher. Năm 2019 anh đổi họ sang họ của mẹ mình là Martell.
Vai diễn đầu tiên của Martell là trong một quảng cáo cho Hot Wheels. Anh ấy cũng đã xuất hiện trong một số quảng cáo khác sau đó bao gồm Google, Moneysupermarket.com, Liberty Mutual, Hyundai ( cho Super Bowl 2013), Verizon Fios và General Electric. Vai diễn điện ảnh đầu tiên của anh là trong phim Người bạn bất đắc dĩ (St. Vincent) năm 2014, bộ phim là nơi giúp anh được đóng cùng Bill Murray. Murray sau đó đã giới thiệu anh với Cameron Crowe cho bộ phim Sa vào lưới tình (Aloha) năm 2015 của đạo diễn. Anh ấy đã đóng vai chính trong bộ phim năm 2017 The Book of Henry. Martell được biết đến đến nhiều hơn nhờ vai diễn Bill Denbrough trong bộ phim kinh dị siêu nhiên Chú hề ma quái năm 2017 và phần tiếp theo là Gã hề ma quái 2 năm 2019.
Vào năm 2019, Martell là một phần trong dàn diễn viên của Rian Johnson trong bộ phim giết người bí ẩn Kẻ đâm lén. Vào tháng 3 năm 2019, anh tham gia dàn diễn viên của Apple TV+ trong miniseries Bảo Vệ Jacob - Defending Jacob, dựa trên cuốn tiểu thuyết cùng tên của William Landay. Vào ngày 30 tháng 4 năm 2020, trong một cuộc phỏng vấn trên Instagram Live với Teen Vogue, Martell đã xác nhận rằng anh đã tham gia vào dàn diễn viên của Tunnels trong vai Grayson Mitchell, em trai ruột của một nạn nhân bạo lực súng. Bộ phim chưa có ngày phát hành chính thức.
Vào tháng 9 năm 2021, Martell đóng vai Morty Smith trong một loạt các quảng cáo xen kẽ của hai phần cuối mùa thứ năm của loạt phim hoạt hình Rick và Morty. Vào tháng 2 năm 2021, anh tham gia dàn diễn viên của Metal Lords của Netflix. Vào tháng 10 năm 2021, anh được chọn và vai Craig trong bộ phim của Netflix Mr. Harrigan's Phone do John Lee Hancock viết kịch bản và làm đạo diễn, dựa trên cuốn tiểu thuyết If It Bleeds của Stephen King.

## Danh sách phim đã tham gia

### Phim
| Năm  | Tên phim                       | Vai                     | Ghi chú                |
| ---- | ------------------------------ | ----------------------- | ---------------------- |
| 2014 | St. Vincent                    | Oliver Bronstein        |                        |
| 2014 | Playing It Cool                | 6-year-old Me           |                        |
| 2015 | Aloha                          | Mitchell Woodside       |                        |
| 2016 | Midnight Special               | Alton Meyer             |                        |
| 2016 | The Confirmation               | Anthony                 |                        |
| 2017 | The Book of Henry              | Henry Carpenter         |                        |
| 2017 | Chú hề ma quái                 | Bill Denbrough          |                        |
| 2019 | The Lodge                      | Aidan Hall              |                        |
| 2019 | Low Tide                       | Peter                   |                        |
| 2019 | The True Adventures of Wolfboy | Paul                    |                        |
| 2019 | Gã hề ma quái 2                | Bill Denbrough thời trẻ | đóng cùng James McAvoy |
| 2019 | Kẻ đâm lén                     | Jacob Thrombey          |                        |
| 2022 | Metal Lords                    | Kevin Schlieb           |                        |
| 2022 | Mr. Harrigan's Phone           | Craig                   | Post-production        |

### Truyền hình
| Năm       | Tên phim        | Vai               | Ghi chú                      |
| --------- | --------------- | ----------------- | ---------------------------- |
| 2015      | American Dad!   | Additional voices | Episode: "My Affair Lady"    |
| 2015–2016 | Masters of Sex  | Johnny Masters    | Recurring role (seasons 3–4) |
| 2020      | Defending Jacob | Jacob Barber      | Main role                    |
| 2021      | Calls           | Justin            | Episode: "Mom"               |